# Patzetz
Patzetz ist ein Wohnplatz von Sachsendorf, Ortsteil und Ortschaft der Stadt Barby im Salzlandkreis in Sachsen-Anhalt.

## Geografie
Sachsendorf liegt in einem flachen Gebiet nahe der Mündung der Saale in die Elbe. Durch den Ortsteil verläuft die Landesstraße 63 und die Kreisstraße 1284. Die Landesstraße 64 hat hier ihren Anfang bzw. Endpunkt. Südlich von Patzetz liegt die Ortschaft Sachsendorf.

## Geschichte
Patzetz war ein Vorwerk von Groß Rosenburg. Der Ort taucht im Jahr 1100 erstmals in einer Urkunde auf. Am 30. September 1928 wurde der Gutsbezirk Patzetz mit der Landgemeinde Sachsendorf vereinigt.

## Wirtschaft
Von 1884 bis zum 1. Oktober 1922 vermittelte einerseits die Pferdebahn Patzetz–Breitenhagen den Personenverkehr zum Bahnhof Sachsendorf.
Diese – auch so genannte –  Rübenbahn transportierte andererseits gleichzeitig die Rübenernte (nach 1922 ausschließlich als Güterverkehr) in die Zuckerfabrik nach Dröbel (heute Ortsteil von Bernburg). Das Gleisbett der 1950 stillgelegten und danach abgerissenen Strecke ist heute ein Rad- und Wanderweg.

## Sehenswürdigkeiten
- Trinitatiskapelle  in Patzetz
- Bockwindmühle zwischen Sachsendorf und Patzetz (Technisches Denkmal)